# Phyllophaga pseudocalcaris
Phyllophaga pseudocalcaris är en skalbaggsart som beskrevs av Saylor 1940. Phyllophaga pseudocalcaris ingår i släktet Phyllophaga och familjen Melolonthidae. Inga underarter finns listade i Catalogue of Life.